# Famille Fayard
 (avril 2025).
Motif : Notoriété non démontrée, défaut de références centrées ou semi-centrées.
- Archive Wikiwix
- Bing
- Cairn
- DuckDuckGo
- E. Universalis
- Gallica
- Google
- G. Books
- G. News
- G. Scholar
- Persée
- Qwant
- (zh) Baidu
- (ru) Yandex

| 1. | Préciser le motif de la pose du bandeau. | Précisez le motif de la pose du bandeau en utilisant la syntaxe suivante : {{admissibilité à vérifier\|date=avril 2025\|motif=remplacez ce texte par le motif}}                     |
| 2. | Informer les utilisateurs concernés.     | Pensez à avertir le créateur de l'article, par exemple, en insérant le code ci-dessous sur sa page de discussion : {{subst:avertissement admissibilité à vérifier\|Famille Fayard}} |

Pour les articles homonymes, voir Fayard.
La famille Fayard est une famille lyonnaise, qui a essaimé en Forez, issue du commerce, connue depuis Hiérosme Fayard, tailleur d'habit en 1640.  

## Personnalités
Principales personnalités :
- Gaspard Fayard, négociant en drap en 1640,
- Jean Fayard (1646-1757), prévôt des marchands de Lyon, trésorier de France, seigneur de Champagnieu, anobli par lettres patentes en 1697,
- Paul de Fayard de Bourdeille, secrétaire du Roi, trésorier général des finances du Dauphiné, receveur général de Picardie et d'Artois,
- Jean Fayard, seigneur de Sinceny, gouverneur de Chauny,
- Ennemond Fayard de Mille, magistrat à la Cour d'Appel de Lyon, Membre de la Société d'Histoire de Lyon[3].

## Titres
- Baron de Bourdeille (titre de courtoisie)[2],
- Vicomte de Villemard (titre de courtoisie)[2],
- Seigneurs d'Avenières et de Sinceny[2].

## Principales alliances
Les principales alliances de la famille sont : de La Live, Bourgelat, Albanel, Berger de Tronchoy, de La Place, Riant, Claret de La Tourette, Claret de Fleurieu, d'Armand de Châteauvieux, Coignet de La Thuillerie, Olphe-Galliard, David de Sauzéa, de La Fitte de Pelloport, Jullien de Pommerol.

## Armes
| Image | Armoiries |
| ----- | --- |
|       | Fayard (Lyonnais) : D'azur à un hêtre (fayard) d'or adextré d'un croissant et senestré d'une étoile, le tout d'argent.           |
|       | Fayard (Dauphiné) : D'argent à un hêtre (fayard) de sinople adextré d'un croissant et senestré d'une étoile, le tout de gueules. |

## Possessions

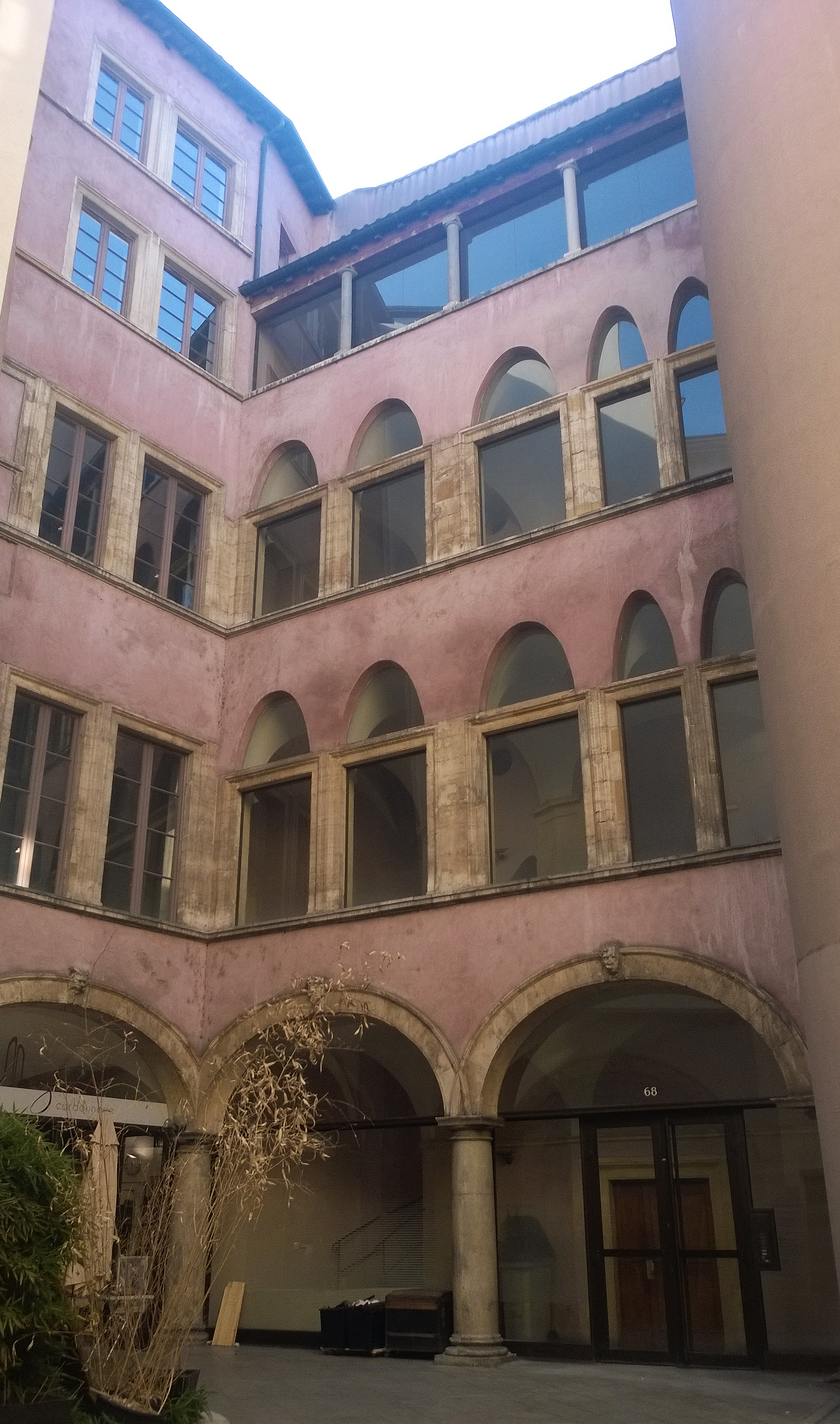
Cour intérieure de l'hôtel d'Horace Cardon, rue Mercière à Lyon.
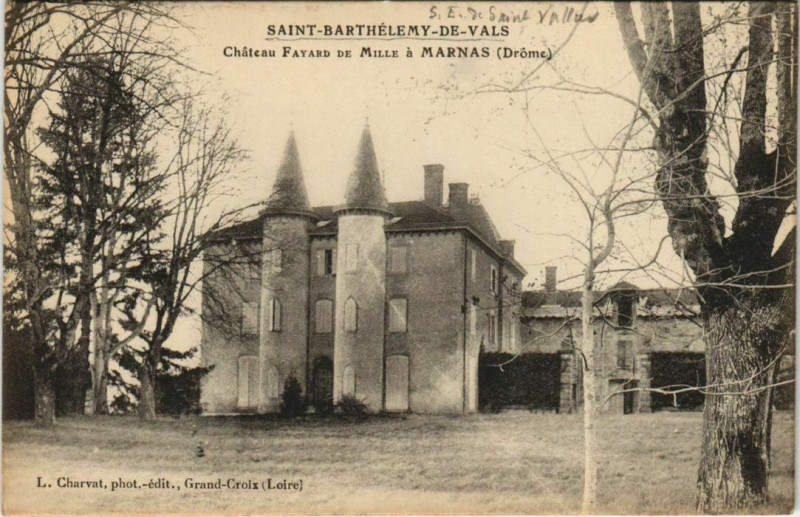
Château Fayard de Mille.
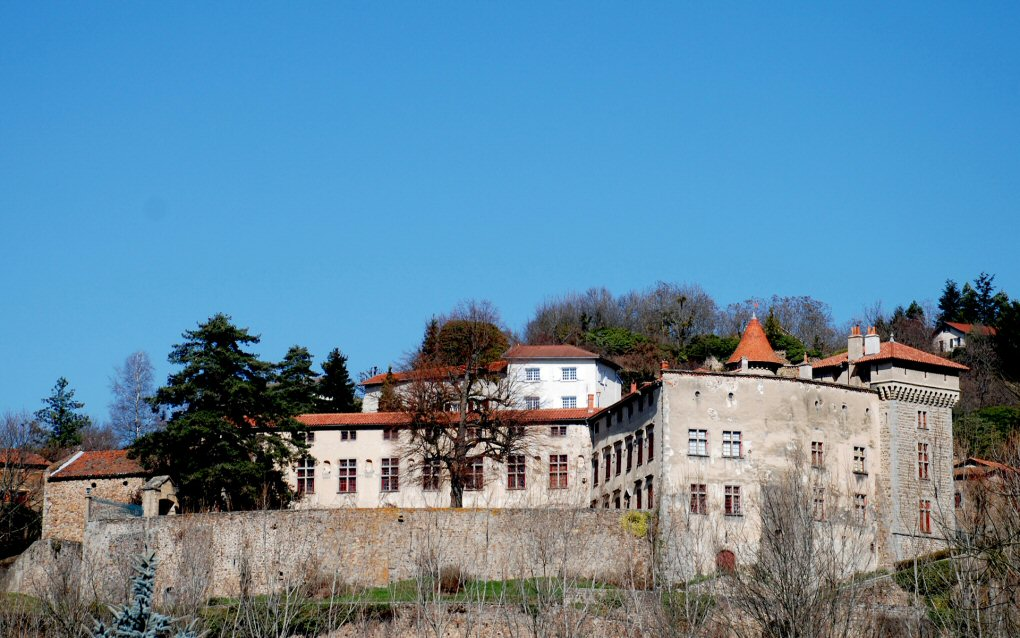
Château de Bellegarde.
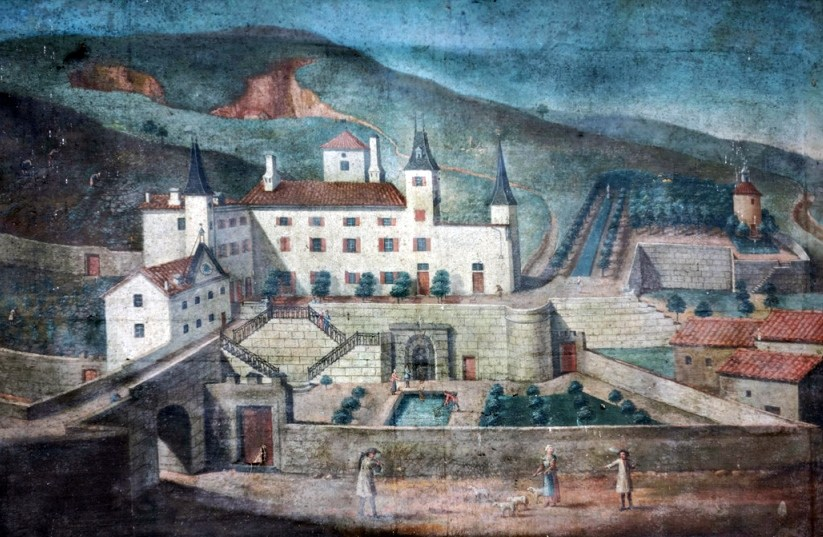
Château de la Guerrière.